# سنجش زیستی
زیست‌سنجی یا سنجش زیستی یا تعیین مقدار زیستی (به انگلیسی: bioassay) روشی تحلیلی برای سنجش غلظت یا قابلیت یک ماده و اثر درون‌تنی (به انگلیسی in vivo) یا برون‌تنی (به انگلیسی in vitro) آن در آزمایش جانوران است.
ارزیابی‌های زیستی معمولاً برای اندازه‌گیری تأثیر یک ماده بر روی یک جاندار زنده انجام می‌شوند و در توسعهٔ داروهای جدید و در نظارت بر آلاینده‌های زیست‌محیطی ضروری هستند.
هر دو، روش‌هایی هستند که توسط آن قدرت یا ماهیت یک ماده توسط مطالعهٔ اثرات آن روی جسم زندهای ارزیابی می‌شود. همچنین زیست‌سنجی می‌تواند برای تعیین غلظت جزء خاصی از یک مخلوط استفاده شود که می‌تواند تأثیرات زیان‌باری را بر روی موجودات یا محیط زیست ایجاد کند.

## موارد کاربرد
زیست‌سنجی‌ها روش‌هایی هستند که می‌توانند غلظت یا خلوص یا فعالیت زیستی یک ماده مثل ویتامین، هورمون یا فاکتور رشد گیاه را به وسیلهٔ اندازه‌گیری اثر آن روی یک ارگانیسم، بافت، سلول‌ها، آنزیم یا گیرنده (رسپتور) تعیین کنند.
زیست‌سنجی‌ها می‌توانند کمی یا کیفی باشند. از زیست‌سنجی‌های کیفی برای تشخیص اثرات فیزیکی یک ماده که قابل اندازه‌گیری کمی نمی‌باشد استفاده می‌شود، مانند دانه‌هایی که موفق به جوانه زدن نمی‌شوند یا با بدشکلی‌های غیرطبیعی رشد می‌کنند. نمونه‌ای از زیست‌سنجی کیفی شامل آزمایش معروف Arnold Adolph Berthold روی جوجه‌های نابارور شده است. این آزمایش نشان داد که با برداشتن بیضه‌های یک جوجه، آن جوجه به یک خروس تکوین پیدا نمی‌کند چرا که سیگنال‌های درون‌ریزی که برای این فرایند لازمند در دسترس نبودند.
زیست‌سنجی‌های کمی شامل برآورد منحنی دوز- پاسخ می‌شوند، که چگونه با افزایش دوز پاسخ تغییر می‌کند. این رابطهٔ دوز- پاسخ، اجازهٔ برآورد دوز یا غلظت یک ماده در ارتباط با یک پاسخ ویژهٔ بیولوژیکی را می‌دهد، مانند LC50 (غلظت کشتن ۵۰٪ از جانداران زندهٔ در معرض یک ماده خاص). زیست‌سنجی‌های کمی معمولاً با استفاده از روش‌های آمار زیستی تجزیه و تحلیل می‌شوند.

## تعریف
تعیین قدرت نسبی یک ماده (به عنوان مثال، یک دارو یا هورمون یا مادهٔ سمی) با مقایسهٔ اثر آن بر روی یک ارگانیسم مدل با استاندارد از پیش آماده‌شده زیست‌سنجی نامیده می‌شود.
به‌طور مشابه، زیست‌سنجی روشی برای توسعهٔ اطلاعات سم‌شناسی روی جاندارانی است که فیزیولوژی آن‌ها شبیه به جاندارانی فرض می‌شود که مورد توجه مستقیم قرار دارند.

## هدف
1. اندازه‌گیری فعالیت دارویی مواد جدید یا مواد شیمیایی تعریف‌نشده؛
2. بررسی عملکرد واسطه‌گرهای درون‌زا؛
3. تعیین پروفایل عوارض جانبی، از جمله درجهٔ سمیت دارویی؛
4. اندازه‌گیری غلظت مواد شناخته‌شده (جایگزین استفاده در جانوران - استفاده در آن‌ها منسوخ شده است)؛
5. بررسی میزان آلاینده‌هایی که توسط یک منبع خاص منتشر می‌شوند، مانند فاضلاب یا رواناب شهری است؛
6. تعیین اختصاصیت آنزیم‌های خاص بر روی سوبسترای مشخص؛
7. زیست‌سنجی از سنجش‌های شیمیایی حساس‌تر هستند؛
8. قابلیت اطمینان و تکرارپذیری دقیق بستگی به تسکین مناسب بافت یا روشی است که بالاترین میزان انتخاب و حساسیت به دارو را دارد.

## انواع
زیست‌سنجی بر دو نوع است:

### کوانتال(Quantal)
سنجش‌های مقداری شامل پاسخ همه یا هیچ می‌شوند.

### درجه‌بندی (Graded)
سنجش‌های درجه‌بندی بر اساس مشاهداتی هستند که در آن افزایش متناسبی در پاسخ ثبت‌شده به دنبال افزایش غلظت یا دوز وجود دارد. پارامترهای به‌کاررفته در چنین زیست‌سنجی‌هایی بر پایهٔ طبیعت اثر ماده‌ای که انتظار می‌رود تولید شود است. به عنوان مثال: انقباض عضلهٔ صاف تمهیدی است برای سنجش هیستامین یا مطالعهٔ پاسخ فشار خون در مواجهه با آدرنالین.
یک زیست‌سنجی درجه‌بندی می‌تواند با به‌کارگیری هر یک از روش‌های ذکرشده در ذیل، انجام شود. انتخاب روش بستگی دارد به:
1. دقت ارزیابی مورد نیاز؛
2. مقدار مادهٔ نمونه در دسترس،
3. در دسترس بودن جانوران آزمایشگاهی.

## روش‌ها
1. زیست‌سنجی تطبیقی
2. روش الحاقی (درج)
3. روش محدوده‌بندی (طبقه‌بندی)
4. زیست‌سنجی چند نقطه‌ای (به عنوان مثال، سنجش سه‌نقطه‌ای، چهارنقطه‌ای و شش‌نقطه‌ای)
5. زیست‌سنجی مجزا (تقسیم شده)

## زیست‌سنجی‌های محیط زیستی
زیست‌سنجی‌های محیط زیست به‌طور کلی بررسی‌های در مقیاس وسیع از سمیت هستند. ارزیابی تشخیص سمیت به منظور تعیین سموم مربوطه می‌باشند. اگر چه زیست‌سنجی‌ها در تعیین فعالیت زیستی درون یک موجود سودمند هستند، اما اغلب می‌توانند زمان‌بر و پرزحمت باشند.
فاکتورهای خاص هر ارگانیسم می‌تواند منتج به داده‌هایی شود که برای دیگر جانداران در آن گونه کاربردی نیست. به این دلایل، روش‌های زیستی دیگری اغلب به کار برده می‌شوند؛ از جمله radioimmunoassays (سنجش‌های ایمنی تابشی - یک شاخص زیستی).
ملزومات کنترل آلودگی آب در ایالات متحده نیاز به برخی کارخانجات بهداشت صنعتی و تصفیهٔ فاضلاب شهری برای انجام زیست‌سنجی دارد. این رویه‌ها، به نام آزمون‌های جامع سمیت پساب، شامل آزمون‌های سمیت حاد و همچنین روش‌های آزمایشی درازمدت هستند. این روش‌ها دربرگیرندهٔ قرار دادن جانداران زندهٔ آبزی در معرض نمونه‌های فاضلاب برای یک مدت زمان خاص است. مثال دیگر زیست‌سنجی ECOTOX است، که از ریز جلبک Euglena gracilis برای آزمودن سمیت نمونه‌های آب استفاده می‌کند.